# Queen of Drags
 (décembre 2019).
Si vous disposez d'ouvrages ou d'articles de référence ou si vous connaissez des sites web de qualité traitant du thème abordé ici, merci de compléter l'article en donnant les références utiles à sa vérifiabilité et en les liant à la section « Notes et références ».
Queen of Drags est une émission de téléréalité allemande diffusée sur la chaîne de télévision ProSieben, à partir de novembre 2019.
L'émission est un concours de drag queen animé par Heidi Klum, Bill Kaulitz et Conchita Wurst. Afin de trouver la « Queen of Drags » d'Allemagne. Les concurrentes peuvent venir d'Allemagne, d'Autriche et de Suisse.
La première saison a été diffusée sur la chaîne allemande ProSieben du 14 novembre au 19 décembre 2019. Dix concurrentes ont tenté de devenir la première Queen of Drags d'Allemagne. L'émission a été remportée par Yoncé Banks.

## Format
Les dix concurrentes sont logées dans une villa à Los Angeles. Chaque semaine, les participantes passent chacune leur tour devant un public et les 4 juges afin de présenter un play-back de 1 minute 30 sur scène. Une fois les candidates passées, les membres du jury attribuent leurs points de manière individuelle, en allant de la meilleure performance à celle qui a le moins convaincu. Celle qui cumule le plus de points devient la Queen of the Week et celle qui cumule le moins de points, quitte la compétition.

## Jury
Le jury est composé de Heidi Klum, Bill Kaulitz et de Conchita Wurst. Chaque semaine, un juge invité rejoint les trois juges. 

## Saison 1
| Candidate          | Âge | Résidence | Classement |
| ------------------ | --- | --------- | ---------- |
| Yoncé Banks        | 27  | Paderborn | Gagnante   |
| Aria Addams        | 22  | Wolfsburg | Seconde    |
| Vava Vilde         | 30  | Stuttgart | 3e place   |
| Catherrine Leclery | 48  | Cologne   | 4e place   |
| Bambi Mercury      | 32  | Berlin    | 5e place   |
| Katy Bähm          | 27  | Berlin    | 6e place   |
| Candy Crash        | 32  | Berlin    | 7e place   |
| Hayden Kryze       | 20  | Berne     | 8e place   |
| Samantha Gold      | 35  | Hambourg  | 9e place   |
| Janisha Jones      | 26  | Munich    | 10e place  |

## Juges invités
- Émission 1 : Olivia Jones
- Émission 2 : Amanda Lepore
- Émission 3 : Leona Lewis
- Émission 4 : Pabllo Vittar
- Émission 5 : La Toya Jackson
- Émission 6 : Laganja Estranja

| Classement        | Candidate          | Heidi Klum | Bill Kaulitz | Conchita Wurst | Olivia Jones | Points |
| ----------------- | ------------------ | ---------- | ------------ | -------------- | ------------ | ------ |
| Queen of the Week | Yoncé Banks        | 9          | 10           | 10             | 10           | 39     |
| 2e place          | Catherrine Leclery | 10         | 9            | 8              | 8            | 35     |
| 3e place          | Bambi Mercury      | 8          | 8            | 9              | 7            | 32     |
| 4e place          | Katy Bähm          | 6          | 7            | 7              | 9            | 29     |
| 5e place          | Samantha Gold      | 7          | 6            | 2              | 6            | 21     |
| 6e place          | Vava Vilde         | 4          | 4            | 5              | 5            | 18     |
| 7e place          | Candy Crash        | 1          | 5            | 4              | 4            | 14     |
| 7e place          | Hayden Kryze       | 5          | 2            | 6              | 1            | 14     |
| 9e place          | Aria Addams        | 2          | 3            | 3              | 3            | 11     |
| Éliminé           | Janisha Jones      | 3          | 1            | 1              | 2            | 7      |

| Classement        | Candidate          | Heidi Klum | Bill Kaulitz | Conchita Wurst | Amanda Lepore | Points |
| ----------------- | ------------------ | ---------- | ------------ | -------------- | ------------- | ------ |
| Queen of the Week | Katy Bähm          | 8          | 8            | 7              | 9             | 32     |
| 2e place          | Aria Addams        | 7          | 9            | 8              | 6             | 30     |
| 2e place          | Yoncé Banks        | 9          | 4            | 9              | 8             | 30     |
| 4e place          | Vava Vilde         | 6          | 7            | 4              | 3             | 20     |
| 4e place          | Bambi Mercury      | 5          | 5            | 6              | 4             | 20     |
| 6e place          | Candy Crash        | 3          | 6            | 5              | 5             | 19     |
| 7e place          | Catherrine Leclery | 2          | 2            | 3              | 7             | 14     |
| 8e place          | Hayden Kryze       | 4          | 3            | 2              | 2             | 11     |
| Éliminé           | Samantha Gold      | 1          | 1            | 1              | 1             | 4      |

| Classement        | Candidate          | Heidi Klum | Bill Kaulitz | Conchita Wurst | Leona Lewis | Points |
| ----------------- | ------------------ | ---------- | ------------ | -------------- | ----------- | ------ |
| Queen of the Week | Catherrine Leclery | 5          | 7            | 7              | 7           | 26     |
| 2e place          | Yoncé Banks        | 7          | 4            | 6              | 5           | 22     |
| 3e place          | Bambi Mercury      | 4          | 6            | 5              | 4           | 19     |
| 4e place          | Katy Bähm          | 3          | 5            | 4              | 6           | 18     |
| 5e place          | Vava Vilde         | 6          | 1            | 3              | 3           | 13     |
| 6e place          | Aria Addams        | 1          | 3            | 2              | 2           | 8      |
| Éliminé           | Candy Crash        | 2          | 2            | 1              | 1           | 6      |
| Éliminé           | Hayden Kryze       | /          | /            | /              | /           | /      |

| Classement        | Candidate          | Heidi Klum | Bill Kaulitz | Conchita Wurst | Pabllo Vittar | Points |
| ----------------- | ------------------ | ---------- | ------------ | -------------- | ------------- | ------ |
| Queen of the Week | Yoncé Banks        | 5          | 6            | 2              | 6             | 19     |
| 2e place          | Aria Addams        | 6          | 3            | 3              | 3             | 15     |
| 2e place          | Bambi Mercury      | 4          | 4            | 5              | 2             | 15     |
| 2e place          | Catherrine Leclery | 1          | 5            | 4              | 5             | 15     |
| 5e place          | Vava Vilde         | 2          | 2            | 6              | 1             | 11     |
| Éliminé           | Katy Bähm          | 3          | 1            | 1              | 4             | 9      |

| Classement        | Candidate          | Heidi Klum | Bill Kaulitz | Conchita Wurst | La Toya Jackson | Points |
| ----------------- | ------------------ | ---------- | ------------ | -------------- | --------------- | ------ |
| Queen of the Week | Yoncé Banks        | 4          | 5            | 2              | 4               | 15     |
| Queen of the Week | Vava Vilde         | 5          | 3            | 4              | 3               | 15     |
| 3e place          | Aria Addams        | 1          | 2            | 5              | 5               | 13     |
| Éliminé           | Catherrine Leclery | 3          | 4            | 3              | 2               | 12     |
| Éliminé           | Bambi Mercury      | 2          | 1            | 1              | 1               | 5      |

| Classement     | Candidate   | Heidi Klum | Bill Kaulitz | Conchita Wurst | Laganja Estranja | Points |
| -------------- | ----------- | ---------- | ------------ | -------------- | ---------------- | ------ |
| Queen of Drags | Yoncé Banks | 3          | 3            | 3              | 2                | 11     |
| 2e place       | Aria Addams | 2          | 1            | 2              | 3                | 8      |
| 3e place       | Vava Vilde  | 1          | 2            | 1              | 1                | 5      |